# Alois Muna

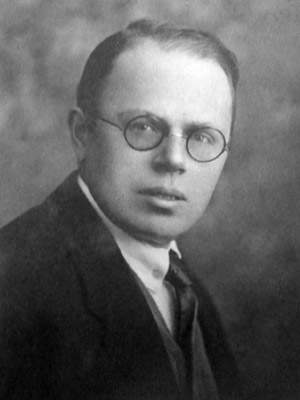
Alois Muna

Alois Muna (auch Alois Můňa; * 23. Februar  1886 in Lissitz, Österreich-Ungarn; † 2. August 1943 in Kladno) war ein tschechischer Politiker (KPTsch) und Journalist. Er war Mitbegründer der Kommunistischen Partei der Tschechoslowakei (KPTsch) und kurzzeitig Vorsitzender ihres Zentralexekutivkomitees. Muna gehörte auch dem  Exekutivkomitee der Kommunistischen Internationale (EKKI) an.

## Leben
Muna, gelernter Schneider, trat 1903 in Wien der Sozialdemokratischen Jugend bei, von 1908 bis 1911 war er für die Sozialdemokratische Partei in Prag aktiv. Von 1911 bis 1914 fungierte er als Sekretär der Tschechoslowakischen Gewerkschaftszentrale (tschechisch Odborové sdružení českoslovanské) in Proßnitz. Nach dem Ausbruch des Ersten Weltkrieges diente er ab Januar 1915 in der österreichisch-ungarischen Armee. Im Mai 1915 geriet er in russische Kriegsgefangenschaft. Muna konnte jedoch aus dem Gefangenenlager in Ardatow (Gouvernement Simbirsk) fliehen und ging 1917 nach Kiew. Dort gab Muna die tschechischsprachige Zeitung Svoboda (dt. „Freiheit“) heraus. Muna unterstützte die Oktoberrevolution 1917. Muna war Mitbegründer der Tschechoslowakischen Kommunistischen Partei in Russland (tschechisch Českoslovanská komunistická strana v Rusku) im Mai 1918 und wurde ihr Vorsitzender sowie verantwortlicher Redakteur ihres Organs, Průkopník Svobody (dt. „Pionier der Freiheit“).
Muna war von sowjetischer Seite für den Aufbau einer kommunistischen Partei in der Tschechoslowakei vorgesehen und wurde – nach kurzfristiger Information durch Lenin selbst (10. und 12. November 1918) – dorthin entsandt. Kurze Zeit nach Ausrufung der unabhängigen Tschechoslowakei im Oktober 1918 kehrte Muna im Dezember 1918 in seine Heimat zurück. Im Januar 1919 ließ sich Muna in der Bergarbeiterstadt Kladno nieder, einer Hochburg der Linken. Im selben Jahr wurde er dort Chefredakteur der Zeitung Svoboda (bis 1929). Im Juni 1919 wurde Muna wegen seiner revolutionären Tätigkeit verhaftet. Am 31. Mai 1920 wurde er aufgrund eines Amnestieerlasses aus der Untersuchungshaft entlassen. Im Verlauf des Jahres 1920 verschärften sich die Auseinandersetzungen zwischen dem linken und dem rechten Flügel der Sozialdemokratie. Die Führer des linken Flügels, unter ihnen Antonín Zápotocký und Muna, versuchten im Dezember 1920 durch einen Generalstreik, die Führung der Sozialdemokratie zu übernehmen. Der Versuch misslang, Muna und Zápotocký wurden festgenommen. Muna wurde auf dem III. Weltkongress der Komintern im Juni/Juli 1921 in absentia zum Ehrenvorsitzenden gewählt.
Nach seiner Freilassung im Februar 1922 wurde Muna Mitglied des ZK der KPTSch, die im Mai des Vorjahres gegründet worden war. Muna gehörte dem rechten Parteiflügel um Bohumír Šmeral an. Muna reiste erneut nach Sowjetrussland, wo er am Zweiten Erweiterten Plenum des Exekutivkomitees der Kommunistischen Internationale (EKKI) im Juni 1922 in Moskau teilnahm. Auf dem IV. Weltkongress der Komintern im November 1922 wurde Muna zum Kandidaten des EKKI gewählt. Auf der konstituierenden Sitzung des Zentralen Exekutivkomitees der KPTsch am 6. Februar 1923 wurde Muna zu seinem Vorsitzenden gewählt, dieses Amt hatte er bis November 1924 inne. 1924/25 war er zudem Mitglied des Politbüros des ZK der KPTsch. Auf dem V. Weltkongress der Komintern (1924) wurde er zum Vollmitglied des EKKI und zum Kandidaten seines Präsidiums gewählt. In dieser Funktion nahm Muna im März und April 1925 am Fünften Erweiterten Plenum des EKKI teil.
Von November 1925 bis September 1929 gehörte Muna als Abgeordneter der Nationalversammlung an. Nachdem die sogenannten „Karlíner Jungs“ (tschechisch Karlínští kluci, in Anspielung auf den Arbeiterbezirk Karlín in Prag), angeführt von Klement Gottwald, die Macht in der Partei übernommen hatten, wurde Muna im Juni 1929 wegen „Rechtsopportunismus und Liquidatorentum“ aus der KPTsch ausgeschlossen. Im Parlament schloss er sich darauf der Gruppe Kommunistische Partei der Tschechoslowakei (Leninisten) (tschechisch Komunistická strana Československa (leninovci)) an. Ab 1929 war er in Kladno Herausgeber des Organs der Leninisten, Obrana Svobody (dt. „Verteidigung der Freiheit“).
Im Jahre 1930 (nach anderen Angaben im Oktober 1932) wurde Muna wieder Mitglied der Sozialdemokratischen Partei. 1931/32 war er Herausgeber der Zeitschrift Unhošťské rozhledy. Er zog sich später aus der aktiven Politik zurück.

## Schriften
- Ruská revoluce a československé hnutí na Rusi. Svoboda, Kladno 1919.
- Můj proces. Jak se vyrábějí velezrádné procesy v československé republice za vlády «socialistického» ministerského předsedy. Sociální Demokrat, Prag 1920.